# 500-Tage-Programm
Das 500-Tage-Programm (russisch программа 500 дней),  auch bekannt unter dem Namen Schatalin-Jawlinski-Programm (russisch программа Шаталина - Явлинского), benannt nach Stanislaw Schatalin und Grigori Jawlinski, war ein im Jahr 1990 vorgestelltes Programm, das die rasche Liberalisierung des zentralisierten Systems der Planwirtschaft in der Sowjetunion und den Übergang zur Marktwirtschaft mittels einer Schocktherapie vorsah, um die ökonomische Krise der UdSSR zu überwinden.

## Geschichte
Das Programm hieß ursprünglich 400-Tage-Programm und wurde im März 1990 vorgestellt. Als Urheber galt der damalige stellvertretende Finanzminister der RSFSR Grigori Jawlinski, der in seinem Vorhaben von Boris Jelzin unterstützt wurde. Eine Überarbeitung erfuhr es u. a. durch den Ökonomen Stanislaw Schatalin, der den einzelnen Sowjetrepubliken eine größere Unabhängigkeit bei der Verabschiedung einzelner wirtschaftspolitischer Maßnahmen geben wollte, es jedoch in weiten Teilen übernahm. Trotz der Unterstützung durch Michail Gorbatschow, stellte dieser ein eigenes Reformprogramm vor, das einen Kompromissvorschlag zwischen dem 500-Tage-Programm und den Vorstellungen der Konservativen in der KPdSU darstellen sollte und das vom Obersten Sowjet im Oktober 1990 angenommen worden war. Trotzdem spielte es in den folgenden Monaten in den wirtschaftspolitischen Diskussionen noch eine wichtige Rolle.